# エデンの檻
『エデンの檻』（エデンのおり、CAGE of EDEN）は、山田恵庸による日本の漫画作品。『週刊少年マガジン』（講談社）にて、2008年52号から2013年8号まで連載されていた。単行本は全21巻。全185話。

## 概要

### 内容
絶滅動物が闊歩する謎の土地を舞台に描かれるSF要素を多分に含んだ冒険およびサスペンス作品で、多くの絶滅動物が主人公たちを脅かす怪物として登場しており、一部独自の解釈を加えた設定が加えられている。山田の過去の作品である『EX 少年漂流』同様、猟奇殺人や強姦、女性の裸体を含むお色気描写など、際どい描写が頻出している。また、一部の登場人物の容姿や名前は山田の後の作品でもある『DEATHTOPIA』へと受け継がれている。
絶滅動物が登場するサバイバル作品としては珍しく、恐竜などの中生代の動物たちはほとんど登場しない。
同誌で連載していた『西本英雄のマガジン調査隊（仮） もう、しませんから』によれば、絶滅動物の描写は山田の趣味で見ていた動物関連の番組や本などを参考にし、その他は想像で描いている。仕事場にはポリプテルス、プロトプテルス・アンフィビウス、フトアゴヒゲトカゲ、イエアメガエルを飼っている。また、本作を描くにあたり、旅行も兼ねて沖縄、伊豆、タイのチェンマイにいる山岳民族の取材を行っている。
『週刊少年マガジン』2009年51号に掲載された第46話では、少年誌の倫理基準から逸脱した性的な用語が伏字なしで使用されたが、単行本では伏字に修正された。
本作最大の秘密が明かされた後、いくつかの謎を残したまま最終回を迎えた。

### 番外編
2010年7月7日に配信を開始。コカ・コーラと『週刊少年マガジン』とのコラボ企画により、「ハッピーティーンズクラブ」にて本作の番外編が掲載された。読むにはコカ・コーラ公式サイトでの登録が必要（会費は無料）であり、最新話を読めるのは12歳から19歳のみであるが、次の最新話が掲載されれば誰でも読めるようになる。
内容は、りおんを主人公としてアキラたちが遭難事故に遭う前の学園生活を送っていた頃を描く、完全読み切り作品。本編とリンクしているにもかかわらず、単行本未収録となった。

## あらすじ
本作は、飛行機事故によって未知のジャングルで遭難することになった中学生の主人公たちが、外部からの救助や連絡が無い状況で、絶滅動物や自然の脅威にさらされることになり、横浜明協学園中等部の中学生・教員205名、一般客115名の計320名以上の乗員乗客たちによる「欲望と憎悪」が跋扈するストーリーが描かれる。

### プロローグ
飛行機事故により遭難
これと言って取り柄のない中学生であった主人公の仙石アキラは、中学3年の修学旅行でグアムから日本への帰る途中、搭乗していた飛行機のトラブルによって「地図に存在しないジャングル」に墜落し、幼馴染の 赤神りおんら、その他のクラスメイト達を探そうと周囲を探索する。
しかし、あたりのジャングルにはなぜか「絶滅したはずの古代生物たち」が棲息していた。秀才のクラスメイト 真理谷四朗と新人キャビンアテンダントの大森夏奈子を見つけたアキラは、巨大な鳥ディアトリマや、獰猛な肉食獣スミロドンに襲われながらも、命からがら逃げることに成功する。
その後、なんとか飛行機を見つけたものの、前夜に集団パニックによって散り散りになっていたことが判明する。りおんを発見したアキラ達は、他の同級生たちとも合流し、協力や衝突を繰り返しながらサバイバルの日々を送ることになる。(1巻まで)

### 序盤
海辺～洞窟
飛行機から旅立ったアキラ達は、海浜地帯でザジ達と合流してイカダを作って脱出を計画するが、史上最大級の肉食獣アンドリューサルクスに襲われ、海に逃げた仲間はクジラの祖先であるアンブロケタスやバシロサウルスによって阻まれ、イカダによる脱出計画は失敗に終わる。
その後、担任教師の操栖モトコと不良生徒 矢頼光一らと合流して洞窟に移ったアキラ達は、赤い実を食べたことから病気が発症し、不良たち数名が亡くなってしまう。アキラと矢頼の推理によって、花と実を一緒に食べているアルシノイテリウムを見つけ、花を飲んで解毒することに成功する。(3巻まで)
大人の集団～幸平グループ
アキラと夏奈子は、17人ほどの大人たちの集団に拉致され、そこで夏奈子の先輩CAの遺体を見つける。それは、大人たちがレイプして殺害したものであり、アキラ達は絶体絶命に陥るが、肉食獣のエンテロドンとヒアエノドンの襲撃によって窮地を脱し、大人たちの集団のリーダーを務めていた石動財閥の跡取りである小学生石動ミイナ(偽)が加わる。
一方、アキラの幼馴染である有田幸平は、飛行機内での集団パニック時に機長を殺害した際に、仮面をつけた謎の生徒「ハデス」に目撃されて脅迫を受け、その動揺から女生徒を殺害。その後、幸平のグループは殺人を厭わなくなり、鍾乳洞に迷い込んだアキラ達を襲う。アキラの説得により幸平は友情を取り戻したものの、洪水に巻き込まれて生死不明となる。(5巻まで)
国づくり
矢頼と別れた後、森で合流した生徒会長 山口崇たちと協力して「国づくり」を始めるが、教師2名の裏切りに遭う。その後、襲撃してきた史上最大級の鳥アルゲンタビスと、それに寄生していた「毒ダニ」によってベースを失ってしまう。(7巻まで)

### 中盤
登山～猿の森
島の全景を知るために、高山病に罹りながらも登った山頂で、そこが広大な未知の世界であることと、アキラの親友の森田真（エイケン）が残した謎のメッセージからその後を追う。その道中、的中率80％の千里眼を持つという神楽真実と出会い、彼らの仲間の裏切りに遭いながらも、陸棲ワニのプリスティカンプススの大群から逃げることに成功する。
その後、史上最大の霊長類ギガントピテクスによって大森夏奈子が攫われ、アキラ・ザジ・引目の3人で奪還に向かう。引目に裏切りに遭ったものの、毒の煙を発生させることでギガントピテクスを退治したものの、重症を負ったザジは自らの死期を悟って崖に飛び込んで亡くなる。(10巻まで)
謎の建築物
エイケンと合流したアキラ達は、謎のモニュメント塔の調査をし、石動財閥の跡取り娘である「石動ミイナ」の名前が刻まれたプレート、周囲からは彫刻や巧妙な罠を発見する。それと同時期、不思議な灯台を発見した矢頼たちは、そこで「スーパーコンピュータのHDD」や「島の地図」を入手して、地図にある他の施設へと向かう。
非情なリーダーから逃げ出したという社大吾、武藤順一に話を聞いたアキラ達は、グループを二分して総勢10人で彼らがいたピラミッドへと向かう。(第13巻まで)

### 終盤
ピラミッド
ピラミッドに到着したアキラは、そこを支配している冷酷非情な外科医 錦織隆によって、ミイナと夏奈子を除く全員で施設内部を探索するよう命令される。非常階段とエレベーターシャフトを通って地下31階まで降りたアキラ達は、その施設が「遺伝子研究所」であり、地上にいた絶滅生物たちがここで作られたことを知る。
アキラに恨みを抱いた錦織は、モトコに外科手術をすることを条件にして、矢頼に「アキラを殺害すること」を命令する。結果的に矢頼はアキラと手を組んで、錦織グループと敵対する道を選び、錦織を捕らえることに成功する。しかし錦織は外科医などではなく、製薬会社の営業マンであった。実は接骨委を名乗っていた武藤が外科医であり、武藤がモトコの手術をして一命を取りとめる。(第19巻まで)
居住施設
最後に残された人工物「居住施設」に到着したアキラ達は、そこで「島の模型」に石動財閥のマークを見つける。そこから、島の施設の老朽化から判断して50年以上が経過しているのに、一代で築き上げられた石動財閥がこの島に関わっているとすれば、時間的に辻褄が合わないことに気付く。
崩落の重みによってほとんどの扉が開かない中、教会の部屋に入ったアキラ達は、そこでこの島が「ライカ島」と呼ばれていたことを知る。また、そこにあった「瓶」を割ってしまい、その中に封じ込められていた粘菌が活動し始め、取りついたりおんと雪が倒れるが、忌避物質である塩によって回復する。
4桁の鍵のついた扉の部屋には、「エデンの園」「天地創造」の絵画のほか、飛行機の搭乗者全員の写真が飾られ、石碑には「334名の搭乗者よ、安らかに眠れ」と記されていた。さらに、責任者の部屋には、アキラと母親の家族写真があった。(第21巻まで)

### ラスト
事故当日からのフラッシュバック
航空機消失事件後、シングルマザーでアキラを育てていた仙石優奈は、失意の日々を送っていた。しかし、石動財閥総裁の石動寿美によって、莫大な金と世界各国・民間企業の支援を受けた「エデン計画」の統括者に抜擢される。
計画開始から10年後、600兆円という莫大な予算をかけ、グアム近くの水深400ｍの太平洋に「100キロ四方の人工島」の建設が始まり、絶命動物の再生実験が理論上可能となる。それから35年後、養子にした女性仙石フレイに後を託して、「島で生活している息子たち」のことを夢に思い描きながら、優奈は老衰で亡くなる。
エピローグ
居住施設から3年後、逞しく成長したアキラ達は、建造した大型船に乗り込み、日本へと旅立ったところで物語は終わりを告げる。(第21巻まで)

## 作品の謎
本作では、「最大の謎」については明かされたものの、下記のような「細かな伏線」は明かされずに残されたままとなった。
- 飛行中の飛行機内で現れた、謎の鳥 (1巻)
- 飛行機事故の原因が、タイムスリップなのかどうか？
- 仮面を被った生徒「ハデス」の正体。

## 登場人物
単行本第19巻巻末時点の状況：生存者・約80名、死者・約90名（推定：全員の半数に当たる約160名以上が死亡）。

### 主要人物
ほぼ序盤から共に行動している人物、または別行動だが生存している人物。
仙石 アキラ（せんごく アキラ）
【誕生日：11月2日 / 星座：さそり座 / 身長：151cm / 体重：50kg / 血液型：A】
本作の主人公。スケベなお調子者で、学校の内外で数々のイタズラやトラブルを繰り返しクラスの問題児に挙げられる存在。友人は多いが、成績も身長も低く、3年続けたバレーボール部でも補欠部員で、常に劣等コンプレックスを抱いており、幼馴染のりおんに想いを寄せつつも気後れを感じていた。しかし、島では優れた行動力と洞察力を発揮し、矢頼やアーネスト（ダイアウルフ）との出会いを経て成長していき、自分でも気付かぬうちにリーダーとしての資質を身につけていく。レイとコトミが危機に陥った際には、「火事場の馬鹿力」で二人を抱えて救出する驚異的な場面も見られた（バレー部の「鬼の顧問」に鍛えられた側面もあり、耐久力のある場面もたびたび散見される）。有田幸平の癖毛や子供のころのりおんとの約束などを覚えており、記憶力は確か。物語が進むにつれて、本人に自覚はないものの次第に多くの女性から好意を寄せられるようになり、りおんから天然ジゴロと見られ嫉妬される。第90話の途中から、学生服の下に着ていたワイシャツが白Tシャツに変更されている。
作者によれば、初期設定のネームでは「アキラの父は製薬会社の社長であり、謎の島で極秘の研究をしていたが突如行方不明になり、アキラとりおんは船に潜り込み謎の島へ上陸し、父を探す」という設定であった。
赤神 りおん（あかがみ りおん）
【誕生日：5月27日 / 星座：双子座 / 身長：155cm / スリーサイズ：90・56・88 / 血液型：O】
本作のヒロイン。成績優秀で、容姿端麗な学校のアイドル的存在。体操部のエースを務め、運動神経も抜群。家事も得意で、幼馴染のアキラを子供扱いして世話を焼いているが、昔から想いを寄せている。事故直後は飛行機付近で救助を待っていたが、集団パニックが起こった際に、飛行機内の乗務員用仮眠室に隠れて難を逃れつつアキラたちに発見され、行動を共にする。多くの男子たちから惚れられているため、図らずもトラブルのもとになることも。バストサイズは、アキラ曰くEカップ。
作者の山田によれば、初期設定のネームでは「売れないアイドルやツンデレのウェイトレス」といった設定であった。
山田の後の作品『DEATHTOPIA』ではヒロインの1人、如月結衣がりおんのコスプレを披露し、比較図を兼ねた共演イラストが単行本第3巻に描き下ろされている。
真理谷 四郎（まりや しろう）
【誕生日：1月1日 / 星座：山羊座 / 身長：146cm / 体重：38kg / 血液型：AB】
本作の狂言回し兼物語の進行役的な立場。学年一の秀才でその実力は全教科で満点をとるほど完璧主義かつ現実主義・合理主義者。その博識さと冷静沈着な性格から一行の頭脳となって活躍するが、時に冷酷な判断を下すことも。常に持ち歩いているパソコン内の生物のデータベースを使って島の古代生物たちの情報を得ているほか、地図も作っている。今いる島が存在するはずのない島だということも提唱した。パソコンそのものは足踏みペダル式の充電器があるので、バッテリーが切れても対応可能（後に、エイケンのビデオカメラのバッテリーも復旧させた）。アキラのリーダーとしての才能に気付き、彼のサポートに徹する。アキラの方も自分がアンテナからピラミッドに向かって遠征する際、残留部隊のリーダーに指名するほど信頼している。一方で運動は苦手で泳げない。また、小説は読まないと言っていたり、音楽『TOMORROW』を知らなかったりするなど、流行や世俗に疎い部分もある。
5人きょうだいの長男（四子）で、家族にはIT関係の仕事に携わる父親と3人の姉、1人の妹がいる。姉からは「四郎ちゃん」と呼ばれている（回想と終盤近くで登場）。幼い頃の母親の死の影響から、身内以外に心を閉ざし、学校でも孤立していたが、アキラの和気藹々の対人関係を目撃したことから彼に密かに憧れを抱いていた（アキラのリーダーの素質を見抜いていたのがそのとき）。仲間が死ぬたびに無意識のうちに「仲間を失う悲しみ」の感情を取り戻していき、真夜からザジの家庭事情を聞かされたときに自分と似たような境遇に遭ったことから、1人で夏奈子を救出に向かったザジの後を、作戦を抜きにして自らの意思で追う。そのなかで本来の自分を取り戻し、自分をギガントピテクスの襲撃からかばったザジをうしなったため、贖罪意識から本来の自分の性分で生きることを決意する。それに伴い、神楽真実の予知能力も現実であることを認め、また柔軟な姿勢も取るようになる。
作者の後の連載作品『DEATHTOPIA』にて姉と共にモブキャラクターとして登場している。同作の連載終了後に発表された作品『サタノファニ』の第1話にもモブキャラクターとして登場している。
大森 夏奈子（おおもり かなこ）
【誕生日：8月25日 / 星座：乙女座 / 身長：165cm / スリーサイズ：95・60・90 / 血液型：O】
大日航空の新人CA。採用試験には16回も落ちており、やっとのことで受かり今回が初フライトであった。りおん以上の爆乳でスタイル抜群の成人女性。泣き虫・臆病でミスをしてばかりのドジっ娘だったが、医薬品の管理や応急処置、水難救助など、緊急事態対応における知識を活かして活躍し、皆からも慕われている。勤務中はコンタクトをしており、事故後は眼鏡をかけていたが、転んで壊してしまった。一時、鍾乳洞において有田幸平に腹を刺されて横になっていた時もあったが、現在は後遺症のようなものもなく健康。治療も兼ねてアキラとともにピラミッドに向かうが、人質として牢屋に入れられ、九重右舷とともに火あぶりされそうになったが、九重の仕掛けた罠によって無事に生還した。バストサイズは、九重右舷曰くGカップ。
大半の人物から「大森さん」、真理谷からは「CA」、ザジからは「夏奈子さん」、レイからは「夏奈子」と呼称される。
作者の後の連載作品『DEATHTOPIA』にて、その作品における九重の妻という設定でスマホの待ち受け画像に登場している。
矢頼 光一（やらい こういち）
【誕生日：3月3日 / 星座：魚座 / 身長：190cm / 血液型：B】
3年4組に所属するアキラのクラスメイト。暴力沙汰などでアキラ以上のトラブルを起こしている問題児。本作の裏主人公的な存在で、しばらく物語が彼目線で描かれる事がある。並外れた身体能力と知能を持つ天才だが、それ故に自分を持て余し、退屈な日々に飽きていて、アキラとは異なる方向性で「世界が変わってほしい」と思っていた。金髪とピアス、長身といった外見から、飛行機事故前の学校生活では不良たちから喧嘩を売られることが多かった。
認めた人間以外はほとんど自発的に交流を得ようとしなかったが、自分に無い素質を自覚させたアキラを認め、互いに信頼関係を築く。アキラからは仲間のリーダーになるよう頼まれるが辞退し、島の秘密を解くために別行動をする。その後、瀬川咲、茂野真妃子、松本美智香の3人と合流して灯台を発見し、内部を調査している時に島の地図とコンピュータに接続するハードディスクを入手した。
灯台の調査終了後、腹痛に苦しむ操栖モトコを助けるために医者の錦織がいるピラミッドに行き、そこで操栖が余命わずかな病気だと知る。治療の交換条件として、アキラを殺すことを錦織と約束し、実行しようとする。しかし、咲と真実の説得でアキラとの友情や人間性を再認識すると、暗殺を断念してアキラたちと錦織征伐に向かう。島にある施設を全て目視した数少ない人物。
実父は裕福な貿易商だが、遊び好きで複数の女性と関係を持っており、その過程で認知していない異母きょうだいもおり、疎遠らしく、その上、実母と養母（実母の妹で叔母）・今日子を亡くした複雑な家庭環境で、操栖は三人目の母に相当する存在である（恋愛感情が含んでいるかは不明）。彼女の手術の際は武藤の助手を引き受けた。本職の医者ほどではないが、医学を含めた科学など博識。
操栖 モトコ（くるす モトコ）
【誕生日：10月4日 / 星座：天秤座 / 身長：158cm / スリーサイズ：76・57・85 / 血液型：O】
3年4組の担任教師で担当教科は数学。責任感の強い熱血教師だが、温厚な性格ゆえに不良たちからは見縊られている。カリスマを持つ矢頼には複雑な感情を抱いている。事故後の集団パニックの中、錯乱した生徒に暴行を受けそうになったところを矢頼に助けられ、以降彼を追う形で同行する。矢頼とともに灯台に向かい、その頃から腹痛を度々起こし、意識を失うこともあった。自分の死期が近いことを悟っているようであり、瀬川咲に矢頼のことを頼むと言っている。
腹痛の正体は腹腔内出血だと診断されたが、錦織の正体が明かされたことで診察と病名も嘘だったことが判明。後に武藤の診察によって十二指腸潰瘍穿孔と診断され、手術が行われる。無事に手術が成功し、健常に戻った。
貧乳であり、それを気にしている描写がある。鈴木いわく、AAカップ。
作者の後の連載作品『DEATHTOPIA』にてモブキャラクターとして登場している。また、『サタノファニ』にて刑務所で倒れた主人公を介抱した看護師という設定で登場している。
石動 ミイナ（いするぎ ミイナ）<偽者>
【誕生日：2月26日 / 星座：魚座 / 身長：132cm / 血液型：A】
一般乗客の1人で、中性的な容姿の子役の少年。10歳。本名は不明（単行本第20巻時点）。一人称は、少女を演じているときは「私（わたし）」で、本性は「オレ」。飛行機の中で本物のミイナと出会って親しくなり、偶然にもそっくりな容姿であったことから彼女に化けて遊んだりしていた。事故後も金髪にツインテールの髪型で女装したまま。子役としての仕事が多かったため協調性がなく、小学校での生活には全く馴染めなかった過去を持ち、人を簡単に信用しない。また、幼いながらも、その容姿に加えて子役で培われ磨きがかかった演技力で人を欺いたり、人を見極める卓越した観察眼と、それに物を言わせた洞察力に優れており、頭の回転力は年不相応に逸脱している。当初はアキラ以外のメンバーに対して心を開かず、教師たちに頭部を殴られたことによる視力の低下も隠していたが、魔の山でレイに助けられてからは少しだけだが打ち解け、後遺症のことも明かした。
年齢のためか、女性陣とともに入浴しても意に介されておらず、水着も女の子用のものを着用していた。しかし、男としての自覚はあり、時々それを見せる場面があるものの、回りからは子供（および女子）扱いされており、男としてはあまり見られていない。
最終回で、本名は「平治郎（へいじろう）」であることが明らかになるが、本人はその古風な名前にコンプレックスを持っていたようで、その後も「ミイナ」で通している。
後年発表された作品『サタノファニ』では、「石動美依那」名義の女性囚人で二重人格の暗殺者として登場している。また、女優の卵で演技力に優れているなど、設定を一部引き継いでいる上で手品も得意という設定が追加されている。
佐久間 雪（さくま ゆき）
【誕生日：6月10日 / 星座：双子座 / 身長：156cm / スリーサイズ：82・58・84 / 血液型：A】
アキラのクラスメートであり親友。りおんとも仲がいい。おっちょこちょいな一面もあるが、真面目で努力家、優しい性格で、学校ではクラス委員長。オカルトや古代遺跡に興味を持っており、造詣も深く、披露したり共感されると嬉々とした表情になる。クマ好きであり、登山に先立って島の形をクマと評した際には、皆からツッコミを入れられている。問題児だったアキラを日頃から気にかけていたが、島での姿を見て想いを寄せるようになる。アキラのりおんに一途な様子に葛藤するが、最終的にアキラの言葉を受け、自分らしく全力でできることをやっていこうと決意した。しかしながら、アキラにアプローチをかけている様子はほとんど見られない。
最終回では、有田とハデスをアキラたちの居住ペースの部屋にこっそり匿っている摸写がある。
鈴木いわく、バストサイズはBカップ。
有田 幸平（ありた こうへい）
【誕生日：8月14日 / 星座：獅子座 / 身長：184cm / 体重：70kg / 血液型：A】
長身でイケメンかつバレー部のエースで、女子の人気者。アキラとは小学生時代に癖毛を周囲にからかわれていた時に助けられて以来の親友（その頃は友達もいなかったが、アキラに助けられて以降、半年と経たずしてアキラ以上に友達を作り、女子にもモテ始めた）。だが、精神的にはすぐに不安定になりやすいほど脆く、機長の嘘が露見した時、彼を衝動的にナイフで殺害。機内から脱出後はグループのリーダーとして明るく振舞っていたが、ハデスに脅され、仲間の生徒たちにも非情な行動を取るようになり、仲間内での殺し合いを強制するなど凶悪な独裁者へと変貌した。アキラとは鍾乳洞で再会し、自分の罪を告白して衝突するが、互いに変わらぬ友情を自覚して協力する。その後、アキラたちを脱出ルートまで案内するが、自身はアキラとりおんを送り出した後、崩壊する鍾乳洞の中に消えていった。
しばらく生死不明だったが、対キメラ戦の時にハデスと共に現れる。キメラの攻撃をものともせず、単独でも対等に戦える超人的な身体能力を身につけており、ハデス曰く「リミッターが外れた」とのこと。1人で2体目のキメラを倒して雪とアキラたちを助けた後、再びハデスと共にその場から去る（事実を知っているのは雪だけ）。自身の罪深さを自覚しているため、皆とは合流しないが、アキラへの友情は全く色あせていない。
最終回では、ハデスと共に、アキラたちの居住ペースの部屋にこっそり忍び込んだのか、それらしい影が描写されている。

### 仲間達
プロフィールが紹介されており、登場頻度の高い人物。
山口 崇（やまぐち たかし）
【誕生日：4月15日 星座：牡牛座 身長：175cm 体重：60kg 血液型:A】
生徒会長で「学校」の中では生徒たちのリーダーを務めていた。アキラたちからは「生徒会長」「会長」と呼称されており、名前で呼ばれたのは雪とコトミのみ。臆病で薄情、さらには辛辣な詭弁家の一面もあるが、彼なりに仲間たちの安全は考えており、状況判断力に優れている。アキラの言動に少し呆れる事もあるが、リーダーとしての素質は素直に認めている。アキラがいない時は、代わりに仕切り役を務める事もある。鈴木とは親友で、彼を下の名前で呼ぶ。父親は県会議員。
初瀬 静（はつせ しずか）
【誕生日：9月24日 星座：天秤座 身長：157cm スリーサイズ：83・56・84 血液型：B型】
生徒会副会長。一度記憶したものは絶対に忘れない瞬間記憶能力の持ち主であり、アキラが過労で倒れて見た夢（回想）によると、真理谷に次いで成績優秀でもあり学年2位の記録を出している。ちなみに紐パンを穿いている。
鈴木 綾一（すずき りょういち）
【誕生日：11月2日 星座：さそり座 身長：170cm 体重：65kg 血液型：A型】
3年5組。「学校」では技術工作係に所属していた。3年1組に柏木さなえ（かしわぎ さなえ）という彼女がいるが、お調子者で女癖が悪く、りおんのことも狙っている。しかし、気絶したりおんに手を出そうとしてアキラに殴られ叱咤されて以降は大人しく振舞う。のちにアキラを"心友"としてみとめるようになる（それでも女癖の悪さは変わらないが）。
大きい鼻が特徴で、初登場時はそれほど大きくなかったが、物語が進むにつれてそれが強調され、同時に3枚目キャラの役回りと化していく。一瞬の突風の際に初瀬静が紐パンを穿いているのを見るなど、なかなか目ざとい。物語中盤以降は、そのスケベ心を含め、自身の何気ない行動がアキラたちを次の目的へと繋ぐきっかけをつくることが多い狂言回しのような役割も多くなる。
13巻で、アキラによれば「体力はある方」とのことで、6巻でアルゲンタビスに掴まれ高所から落下した挙句に踏まれて致命傷となるが無事生き延びた。
大黒 レイ（おおぐろ レイ）
【誕生日：12月17日 星座：射手座 年齢：20歳 身長：163cm スリーサイズ：92・58・90 血液型：O】
トオルと同じ大学に通う幼馴染。夏奈子に次ぐ巨乳で色黒のグラマーな体形。自称｢城南大学のジャネット・ジャクソン｣。褐色肌と八重歯が特徴的。姉御気質で中学生に対して見栄を張っているが、実は純情な性格。趣味はコスプレ。トオルに想いを寄せているが、あくまでコトミとの仲を見守る間柄に留まっていた。ミイナ（偽）を、イジメによって重傷を負った6歳年下の弟・純平に姿を重ねており、何かと彼の世話をやく。
宮内 真夜（みやうち まや）
【誕生日：11月21日 星座：さそり座 身長：160cm スリーサイズ：80・58・84 血液型：A】
3年3組。鋭い目つきが特徴的で、校内では「ヤンキー女」として恐れられている。実家は空手の道場で、子供の頃から鍛え続けて段位弐段の実力者だが、虫の類は大の苦手。自他共に認める男勝りでがさつな性格だが、現実主義で他人や状況に対する鋭い観察眼をもつ。自信家ではあるが、同時に精神的な脆さも理解しており、「アルゲンタビスとの戦いで死者を出して叫ばないのはアキラの活躍と仲間の絆が強いからだ」と、自身の震えを隠せずにいた。ザジとは小学校および道場からの幼馴染で、彼の家族・家庭環境など素性を良く知っている。
鈴木いわく、バストサイズはBカップ。
神楽 真実（かぐら まみ）
【誕生日：5月13日 星座：おうし座 身長：141cm スリーサイズ：87・56・85 血液型：O】
高校生の少女。実家の神社で巫女を務めており、的中率80%以上の予知能力を持つ「千里眼のマミ」の名で雑誌などに取り上げられている。おとなしい性格で、周囲の状況に流されがち。自分が捕食される予知を見たことで悲観的になっていたが、アキラグループの奮闘を見て生きる意志を取り戻し、グループへの同行を決意した。くじ引きの結果、アキラ達とともにピラミッドに赴き、脱出の際に錦織に捕まり、矢頼と対面。アキラと矢頼が殺しあうビジョンを見たため、アキラと矢頼の決闘に立ち会うが、ビジョンとの違和感に気がつき、その後に起こったキメラ戦での共闘の様子で、対面した時のビジョンが共闘の様子だったと思い安堵する。母親がいないためか、矢頼の生い立ちに同情しているが、失意の矢頼に喝破して彼を復活させた。明言していないがアキラに好意を持っている。しかし元々女子高通いのため、男子に対して免疫が無く、しばしば赤面になる。
森田 真（もりた まこと）
【誕生日：6月28日 星座：かに座 身長：156cm 血液型：O】
3年4組に所属するアキラのクラスメイト。通称「エイケン」。目が隠れるほど伸ばした前髪がポイント。撮影の腕前は一流であるが、盗撮行為をよく行なう。学校内の仲間のみにとどまらず、修学旅行先のグアムでも水着ギャルを撮っていた。アキラいわく「意外と気の回るヤツ」。事故後機内で起きた集団パニックの後に1台のカメラ（土屋機長の最期のシーンをりおんが撮影したときに使用した物）を残し、その後は常磐あやを連れて猛獣から逃げるべく脱出していた。目元は描かれていないが、物語終盤近くで描かれた。
常磐 あや（ときわ あや）
【誕生日：2月9日 星座：みずがめ座 身長：159cm スリーサイズ：78・56・82 血液型：A】
3年2組に所属する女子生徒。愛称は「あやちゃん」。エイケンとは顔馴染みで、島でもずっと行動を共にしている。一見無表情だが、闘志を内に秘めた「静かなる負けず嫌い」である。また背中が敏感なため背のウィークポイントを触られると声をあげてしまう。ほかの女子に比べて羞恥心の基準が低く、スカートを脱いでブルマ姿になっても平然としていた。先端が尖った木の棒を携帯していて、よく小動物などを刺している。陸上部所属で運動神経は優れている。
精神的にグループの主軸となっているアキラに興味を抱き、恋愛感情と明言していないが「子供を作るなら（身近な相手は）アキラしかいない」と堂々発言する程に好意を示している。
連載初期では折り畳みナイフを携帯する姿や飛行機の集団パニックの際に暴徒化した男子を刺したのを示唆する描写があったが、名前が明らかになる再登場以降は扱う描写が一切ない。
鈴木いわく、バストサイズはAカップ。
作者が後年発表した作品『サタノファニ』にて、「巴あや（ともえあや）」名義で女性刑務所の囚人という設定で登場している。
石動 ミイナ（いするぎ ミイナ）<本物>
【誕生日：1月22日 星座：みずがめ座 身長：131cm 血液型：不明】
石動財閥の一人娘。こちらは本物。飛行機内でミイナ（偽）と仲良くなり着せ替えなどをして遊んでいたが、飛行機事故の後、記憶喪失となり物心ついたときからエイケンたちと行動を共にしていた。彼女のスケッチブックには絶滅動物の情報が描かれており、後にエイケンがアキラたちと合流し、スミロドンら絶滅動物に襲われた際にその弱点を証言する重要な役割を果たす。彼女がプロプレオプスに襲われた際、ミイナ（偽）に助けられたことで彼になつく。ミイナ（偽）と飛行機で着せ替えをして遊んでいた頃は、その場でパンツを脱ぐという行為を平然とやり、常軌を逸している行動をとるときもある。スケッチブックに描かれた絵とよく似た絵の紙切れを、瀬川咲が灯台で入手したが、関連性は今のところ不明。塔のプレートにミイナの名前が刻まれ、石動財閥と島の関係や記憶喪失について疑われているが、本人は黙秘を貫いていて、社の拷問にさえ、一切口を割らなかった。仲間の中で最も謎めいている少女。
瀬川 咲（せがわ さき）
【誕生日：4月19日 星座：牡羊座 身長：157cm スリーサイズ：82・56・83 血液型：A型】
アキラたちと同級生、りおんとも顔見知りで資産家の令嬢。親友の茂野、松本と行動を共にしていたが、途中で矢頼・操栖が高山を降りた後に合流した。過去に、自分宛てに矢頼がラブレターを出したと勘違いし、不良からの果たし状だと解釈した矢頼が手紙を破り捨てるのを目撃してから彼を嫌っていたが、後に誤解が解け、信頼するようになる。また、改めて矢頼を好きになるが、矢頼が操栖と仲良くしているのを見てヤキモチを妬くことも。灯台で矢頼とともに捜査中に告白を試みるが、操栖が意識を失って倒れたので、失敗に終わる。ピラミッド到着後に矢頼がアキラに会うためにアンテナに向かうのに同行しアキラやりおんとも再会する。小学5年生のころから、同級生や教師に胸のサイズでりおんと比較され続けられ、羨みと嫉妬が重なり、内心的にはりおんにあまりよい感情を抱いていない。本人曰くライバルとは、正々堂々と戦う主義。
ちなみに第115話にてアノマロケリスを拾っており以後ペットとして連れている。
鈴木いわく、バストサイズはCカップ。
茂野 真妃子（しげの まきこ）
瀬川の親友の片割れ。パイナップルを髣髴させる髪型とヘアピンが特徴の少女。
松本 美智香（まつもと みちか）
瀬川の親友の片割れ。眼鏡をかけたボブカットが特徴の少女。
作者の後の連載作品『DEATHTOPIA』にて、警視庁の受付嬢という設定で登場している。
 鳴海姉弟
姉は鳴海アイリ、弟は鳴海カイリ、とても強い超能力を持った双子、姉弟は離れていても危険を感じられる、素晴らしい双子です。カイリはあらゆる種類の奇妙なことについて何かを知っており、ピラミッドを探索するときに仙石アキラがパズルを解くのを手伝います。

### その他の仲間達
プロフィール紹介は無いが、重要な役割を持つ人物。
花村 美麗（はなむら みれい）
「学校」のメンバー。切れ長の目と厚い唇が特徴。何の躊躇もなく虫を潰すなど肝が太いが、その潰した虫が血を出したことで、それを真理谷がアルケンタビスがばら撒いた毒ダニであることに気付くきっかけを作る。彼女の発言がなければ全員毒ダニによる神経毒で窒息死をしていたと言っても過言ではない。真理谷を「マリちゃん」と呼ぶなど好意を寄せているようで、アルケンタビスから彼を守ろうとする描写も見られる。
高橋 あすか（たかはし あすか）
「学校」のメンバー。栗色でセミロングの髪をした明朗快活で心優しい少女。ミキと仲がいい。また蟠りを経て桃香とも仲良くなった模様。
錦織に操られていた友達を最後まで信じ抜こうとするなど、仲間想いで情にもろい。特技は歌で、外敵による恐怖に苛まれていたグループを、その美声で元気づけたほどである。
作者の後の連載作品『DEATHTOPIA』にて、主人公たちに関わる病院の看護師という設定で登場している。
今園 ミキ（いまぞの ミキ）
「学校」のメンバーで、セミロングの髪形をした少女。あすかと仲がよく、行動を共にすることが多い。弓道部のエースである。憧れの先輩と同じ高校を志望するなど一途な性格である。
桐野 桃香（きりの ももか）
剣道部に所属する、誰に対しても常に敬語で話す礼儀正しい女子生徒。素直で心優しく、勇敢な女の子である。あすかとは蟠りを経て仲良くなった様子。
ギガントピテクスに浚われ子供の狩りの練習台にされていたが、同じく浚われてきた夏奈子に励まされ、アキラ一行によって救われ行動を共にする。りおんと夏奈子の乳の大きさをペレとマラドーナに喩えるなど、スポーツにも興じているようである。
小見山 正剛（こみやま せいごう）
元・市役所職員（環境関係）の僧侶。袈裟を着ており、一人称は「拙僧」か「俺」。エイケン達と行動していたが、塔でアキラ達と合流した。前職の経歴から、毒草などの植物に詳しく、力持ちで、真面目な性格。だが、役所職員時代に女子中学生と援助交際を繰り返して逮捕され、それを知り激怒した両親に更生のために寺院に入れられた異色な経歴の持ち主である。
現在にいたっても性格は変わっておらず、その無節操さにはスケベなアキラやエイケンでさえ呆れているエロ坊主でもあり、自他共に認めるロリコンだが、許容範囲は女子中学生（大森加夏子（23）や大黒レイ（20）はおろか神楽真実（16）さえも対象外）のみで、胸や髪型などの好き嫌いも多い。ちなみに本人の一番のお気に入りはりおんだが、女子一同からは嫌われている。
坊主らしからぬ言動も多いが、アキラに施無畏を説くなど、冷静沈着で洞察力に優れ、示唆に富む話にも詳しい（その他、料理された魚に合掌する場面もある）。生前の土屋勝機長と会話しており、「急がないと帰れなくなるかもしれない」という謎の言葉を聞いている。人間の精神的な脆さについてもよく理解しており、錦織によって白石達がマインドコントロール状態に陥っている事を瞬時に見抜いたり、また過去に起きた虐殺事件を話題に出す事で人間の中に秘められた恐るべき残酷性について、アキラ達に語ってもいる。
五十嵐 英夫（いがらし ひでお）
日本有数の大企業・小日本印刷の専務。一人称は「ワシ」で、関西弁で話す。現実主義者で、会社役員である事を鼻に掛ける高慢な性格。エイケン達と行動していた頃から、薄情で協調性が無かったが、アキラ達と行動しているうちに少しずつ変化している。記憶喪失前の本物のミイナと石動財閥を知っている数少ない人物。
社 大吾（やしろ だいご）
冒険小説系のベストセラー作家（ただし、アキラ達はその作品を知らない）。錦織の凶悪さには同調できず、武藤順一と脱走してきた。縦縞の柄物のスーツや鋭い目つき、喫煙者で煙草を咥え、横柄な口調からヤクザと誤解されている。しかし、真夜に卑怯な手段で勝ったり、ミイナ（本物）にナイフで拷問するなど、暴力の行使に躊躇は無い。ピラミッドや錦織の存在をアキラ達や矢頼達に教えた人物。粗暴で辛辣な性格だが、人の特徴を教える時はわざわざ自分の髪型を乱して、その人物の髪型に似せて説明する親切な一面もある。アキラ達と当初は対立し、錦織に関わりたがらなかったが、紆余曲折の末、アキラ達と錦織征伐に参加する。博識でナイフ、ソーラー充電式の携帯電話を所持している。
武藤 順一（むとう じゅんいち）
自称・接骨医だが、実は外科医。元々ピラミッドにいたが、錦織の暴虐さに嫌気が差し、同じ考えの社大吾と共に脱走してきた。見た目は冴えない中年男性で、気弱な性格。しかも血が大の苦手で頼りなく見えるが、応急処置は上手い。本人は接骨医だからと言い訳していたが、アキラに矛盾を追及され医師だと白状した。しかし、以前に息子を手術ミスで救えなかった事を悔やみ、それ以来血が苦手になり、手術が出来なくなった。乗客唯一の医師でありながら、錦織の暴君振りに苦しんでも、目の前に病人がいても、医師だと名乗らず見殺しにする程の体たらくに陥っていた。医師の誇りや責任感を完全に失っていたが、アキラや社に喝破されたり、桐野達の励ましを受け、麻酔や医療機器が無い状況ながら操栖の外科手術を成功させた。手術後は、亡き息子が憧れていた医師として再起しようと決心する。柔道経験者らしいが、実力以前に事実か職業を隠すための嘘かさえ不明。
九重 右弦（ここのえ うげん）
明協学園中等部の学年主任で理科の教師。理系最高峰の帝都理科大出身で優秀な人物だが、毒ガスやレールガンを作って騒動を巻き起こす問題教師で、「明協学園のマッド・サイエンティスト」と呼ばれている。さらに教育熱心と言い難く、放任主義で、自由気ままな性格は生徒達にも有名。喫煙者で、よく煙草を吸っている。大の巨乳好きで、ポルノをよく見ている。問題児のアキラや矢頼に手を焼いていたが、内心ではアキラの逞しさやリーダーシップを見抜いていたり、矢頼の家庭事情を調べているなど生徒に対し冷たいわけではない。
錦織に反抗し、奴隷達から暴行を受け投獄。大森と共に火炙りにされるが、自作の爆弾によって事態を切り抜け、アキラ達と共に行動するようになる。科学知識を活かし、爆弾などを作ってみんなを助けている。実験が成功すると不気味な高笑いをする癖があるが、裏を返せば頼もしい人物に該当する。
作者の後の連載作品『DEATHTOPIA』にて、主要人物の1人で刑事という設定で登場している。
カトル、ヒイロ、デュオ
オタク風の若者三人組。あだ名で呼び合っているらしく、本名不明。三人共、眼鏡をしていて、性格は単純且つ重度のロリコン（ただし、正剛と違い女子中学生は対象外らしい）。カトルは「ガリガリに痩せた細身の体系に長髪、ロイド眼鏡」が特徴。
元々錦織の奴隷だったが、偽ミイナの虜になり、あっさり裏切ってアキラ側の味方になった。その経緯と軟弱そうな風貌から小者っぽく見える（アキラに高圧的な態度をとっている）が、チームワークが良く、機転が利き、行動力もある。彼らがいなければ二度に亘る対錦織戦で全員生還・勝利できなかったと言っても過言ではない。
合流後、偽ミイナを男である事を知らずに、親衛隊のように付き添うようになる。しかし、最終回ではその間の時系列中に男であることを知る。
ちなみにカトルは同人誌イベントにて壁サークルスペースを取るほどのアマの同人作家としては実力者だったらしい。

### 敵役達
物語中における敵役。
ハデス
仮面を着けた謎の生徒。ギリシア神話に登場する冥府の王「ハデス」を名乗る。普段は冷静沈着であるが、その精神はどこか歪んでしまっている。「以前のオレとは違うんだから」と語っており、法も道徳も通用しない謎の島の環境に入ったことで、自分以外の者達を皆殺しにし、頂点に立つと、破滅的な願望を語っている。真理谷曰く「人の心の弱い部分をよく知っているヤツ」。
理由は不明であるが、アキラに対してはかなり敵愾心を抱いているようで、問答無用で追い詰めようとする。アキラの飛行機爆破が生存者の希望を断ってしまった事だと絶望を煽ったり、幸平の機長殺害を目撃し、その弱みにつけ込んで彼の暴走を促すなど積極的に混乱を振りまく。
その後はしばらく登場しなかったが、瀕死の幸平を助けて一緒に行動し、アキラ達を密かに見張っていたが、対キメラ戦の最中に、雪の前に有田と共に姿を現す。性格は相変わらず歪んでいるようだが、雪に隠れるように指示する所から完全に冷酷とは言いがたい。また、この時仮面の一部が破損しており、口元が露出する形となった。
後に最終回では幸平とともにアキラ達の居住ペースの部屋にこっそり忍び込んだのか、それらしい影が描写されている。その時仮面を外してはいるが影でまったく見えず、結局正体は不明のままであった。
吉本 雅和（よしもと まさかず）
3年2組に所属する男子生徒。メガネをかけた学業優秀な優等生で、アキラが過労で倒れて見た夢（回想）によると、学年4位の成績記録を出している。墜落事故後、ザジと、クラスメイトの向田美奈（むこうだ みな）、田中政則（たなか まさのり）と共に行動し、海岸までたどり着いた。その矢先で離島を発見してイカダを作り、島からの脱出を計画していた。途中でアキラたちと合流する。
ザジとは小学生時代からの友人だったが、中学進学以降は成績の隔たりなどから疎遠になっていた（ザジは墜落事故後まで吉本と話すことはなかった）。アキラや真理谷のことも知っており、真理谷をライバル視しているが、真理谷自身は吉本を知らない。
落ち着いた性格だが、本心はかなり利己的で自分以外の者を見下しており、ザジとの友情もすでに切れていた（アキラ達に対しても、仲間意識は全く持っていない）。イカダで海に避難したのを機に裏切ってザジと真理谷を海に落とし、向田と共に沖へ逃亡するも、自分たちが目指していた島が蜃気楼による幻だったことを知って絶望。その直後現れたバシロサウルスに向田共々捕食され死亡。その後、アキラたちが海辺を去る際、ザジが浜に流れ着いた吉本の遺品の靴をイカダの残骸に結びつけて墓標を作り、吉本への別れを告げる。
狩野 信造（かりの しんぞう）
一般乗客の一人で、42歳の中年男性。職業は刑事（階級は警部補で、西川崎管内では「猪狩野」の異名で有名、と本人談）。アキラと同年代の息子がいると語っている。成人男性ばかりで構成された通称『大人グループ』を率いるリーダー格だが、何らかの理由でヤクザ達に脅されてこき使われている。
表向きは親切に接しつつも、アキラたちを監視するような不審な素振りを見せていた。しかし、自分たちが殺害し隠していた十和の遺体を発見されたことを境に本性を表す。事実隠蔽のため仲間達にヤクザ達を殺させた後、更にアキラ一行も殺そうとするが、ヤクザの死体の血の臭いに引かれて乱入してきたエンテロドンの群れに阻まれて失敗。更に続いて乱入してきたヒアエノドンに襲われて仲間が全滅するも、狩野だけは返り血を浴びていなかったため逃亡に成功する。しかし、アキラたちとの争いの際に十和によって負わされた引っかき傷の痕が開き出血、結局その臭いにより再び襲われ死亡した。
大人グループ
アキラたちが出会った、一般乗客の成人男性16人で構成されたグループ。狩野をリーダー格としており、十和もメンバーの一人だった。当初は問題なく生活していたが、島での慣れない不自由な生活によるストレスから徐々に冷静さを失って狂気に駆られ、十和に乱暴しようとして抵抗され、そのまま殺害してしまう。死体を隠して事実を隠蔽していたが、これをヤクザたちに知られてしまい、脅迫されこき使われていた。しかし、十和の死体が遭遇したアキラ一行に発見されてしまったことを機に、狩野と共にヤクザらを惨殺、アキラたちにも襲い掛かっている。しかし、ヤクザの血の臭いに惹かれて乱入してきたヒアエノドンにより、ヤクザの返り血を浴びていたこともあって真っ先に襲われ全滅した。
藤本（ふじもと）、川合（かわい）
横浜明協学園の教師2人。山口に「学校」を造ることを提言した人物たち。
表面上は善人の教師として振舞っていたが、その目的は「学校」という国を造ることで、生徒達を労働力及び性的対象として利用し、教師である自分達が絶対的支配者として君臨することだった。計画が瓦解するのを恐れミイナに重症を負わせるが、アキラの追及によって計画が崩され逃亡。以後行方不明となり、最終回でも姿を現すことはなく、消息は一切不明のままとなった。
支配欲からきた悪行であったとはいえ、生存している生徒たちと「学校」を作ることによって一時の安息を与えたことは否定できず、アキラたちと合流するきっかけにも結果的に貢献することになった。
河名 コトミ（かわな コトミ）
トオルとレイと同じ大学に通う女性。普段はおっとりとした性格だが、女王様のように我侭で他力本願な一面を持つ。大学では男ハンターと呼ばれ、複数の男性と関係を持ち、トオルはその1人だった。極限状況の中でも自分を絶対視し、身勝手な依存を自覚できないまま周囲との軋轢を生じていく。外見的価値を盲信しており、遭難中の怪我や汚れで自身の魅力が無くなったと思いつめアキラと肉体関係を結んで懐柔しようとしたが、アキラに拒絶されたことで彼に逆上し（この時、少年誌の連載作品にそぐわない性的な単語を発言している）掴みかかり共に崖から転落、打ち所が悪く死亡する。遺体はレイとトオルによりその場に埋葬された。
中山 恭子（なかやま きょうこ）
真実のマネージャー。しかし、彼女の予知能力については全く信じておらず、カリスマとして利用してアキラ達を支配下に置こうと企む。予知能力を信じさせるため、でっち上げの予知から殺人を重ね、欺瞞を追及した真理谷と夏奈子も殺害しようとするが、逆に真理谷の策にはまり計画が暴露される。ボクシングの心得もあるらしくザジを軽々と殴り倒している。最期は逃亡の攪乱のためにプリスティカンプススをけしかけたが、逆に捕食され死亡した。
向井（むかい）、池田（いけだ）、内村（うちむら）、村松（むらまつ）
中山の連れの男性グループだが、年齢や職業には各自大きく異なっている。
中山と共謀した計画の失敗後、それぞれ自分だけ助かろうと行動するが、最終的には中山共々全員死亡した。
錦織 隆（にしきおり たかし）
本作最大の悪役であり、悪意の塊のような人物。
東共大学病院の外科医師を自称する男。端整な顔立ち等から一見温厚そうに見えるが、急所を突いて笑いながら拷問を行う等、その本質は冷酷なエゴイストそのもので、異常なまでの執念深さと粘着質の持ち主。自分の思い通りにならない者に対して殺意を抱き、女性に対しては「脂肪の塊」、「生まれ変わってもなりたくない」と言うほど強い嫌悪感を持つ。自分に報復して顔に怪我を負わせたアキラ達を逆恨みし、復讐を決意。病に苦しむ操栖の治療を求めて現れた矢頼とアキラの信頼関係を利用し、治療を条件にアキラ殺害を依頼する。しかし治療方法の存在は嘘にすぎず、最初から約束を守る気はなかった。
墜落事故で別行動していた際、周囲が謎の病気に感染した時に医者だと名乗り出て、助ける代わりに自身の奴隷となることを強要。グループの大半の奴隷化に成功し、その時リーダーだった渡辺とその娘を見せしめも同然の形で見殺しにした。また、自分に従う奴隷達の事すらも使い捨ての駒でしかなく、彼の命令で崩落の危険があるピラミッド内部の探索に行かされた奴隷は全員崩落によって命を落とした。最終的には自分一人だけで島から脱出しようとしている。
自分に従わない者、気に入らない者には集団暴行で痛めつけた末に処刑するが、自分は命令するだけで一切手を汚さず、全て奴隷達にやらせる間接的で卑劣な手段を用いる。これは恐怖と共犯意識を植え付け、奴隷同士互いに不信感を持たせて逆らえないようにする洗脳である。後に奴隷を総動員してアキラ達を皆殺しにしようとした際も奴隷達だけで殺し合いをやらせた。
アキラグループの女性陣の大半を捕え、自分の優勢が決定的になった余裕から、制限時間以内に救出できなければ無記名投票によって選ばれた女性を1人ずつ殺していくというルールの殺人ゲームを開くが、ミイナ（偽）の救援要請に応えたヒイロ、デュオ、カトルの策によって人質は全員脱出に成功。追い詰められた際、無記名投票でりおんが選ばれた事を指摘してアキラ達の仲間割れを煽るが、それは彼女自身が書いたものだと明かされ、自分の性格を逆手に取られて逆上。奴隷達にアキラ達を皆殺しにするよう再び命じるが、自らの意思で立ち向かうアキラ達の姿を見て奴隷化の間違いに気付いた彼らは誰も従わなかった。
その正体は医者ではなく大手製薬会社の社員。営業で医者に散々こき使われていた頃の憂さ晴らしで奴隷を欲しがっていた事をアキラに追い詰められて自供した。製薬会社で身につけた知識によって病気を一目で見抜き、医学知識をひけらかす事で医者のふりをしていた。
正体を明かした後は操栖が助からない事を嘲笑い、自身が犯した数々の悪行を全く反省せず、渡辺親子殺害から始まった一連の悪事への罰として拘束された。奴隷となった人々は解放されたが、彼らが命令に従いアキラ達を殺そうとし、捕えた女性達に強姦しようとした事に変わりなく、彼の悪行の影響はアキラ達が彼らに対し強い不信感を抱く形で残っている。現在はアキラ達と行動を共にしているものの、まだアキラ達の知らない何かを掴んでおりそれを利用することによって自分が再び君臨することも可能であると企んでいる。終盤バルキテリウムに踏まれて重傷を負い、最終回で左脚を失った描写がある。
作中でも屈指の危険人物で、正剛曰く「アキラと正反対の存在で、最終的な敵」。最終回まで生き残った悪役の1人。
久保（くぼ）
錦織に付き従っている男の一人。錦織に積極的に従い、また錦織からも奴隷の中で最も信頼されている存在。
りおんを処刑前に集団強姦しようと錦織に提案したが、錦織の承諾を貰っているスキをつかれ、りおんに反撃を受けて気絶した。
その後錦織の正体が発覚し、自分も立場的に危うくなった為か、権力を失った錦織に相変わらず付き従っている。終盤バルキテリウムに踏まれて死亡（その他、斉藤など旧錦織グループの一部の者も同様の理由で死亡）。
斉藤（さいとう）
錦織に付き従っている男の一人で、自称「プロボクサー」の男。
何かと自分が「プロボクサー」であることを誇示しているが、性格はスポーツマンとは程遠く、卑劣で攻撃的な人物であり、錦織の絶大な権限を笠に着ては好き勝手に振る舞い、弱い者には暴力等を行使して高圧的に、錦織には従順に従う子悪党に等しい存在。下心から、女子に手を出そうとしたが、矢頼に止められ逆上した結果、尖った石で攻撃しようとしたが、結局返り討ちにあっており、ボクサーとして本当に実力があるのか疑問に残る部分がある。後に矢頼への報復として人質を使い、身動きできなくなったところを一方的に殴り続けたが、後に再三報復を受ける。喫煙家なのか、普段から骨をタバコの様に口に咥えている。
錦織の正体が発覚し求心力を無くし始めてからは、自分も久保同様立場的に危うくなった為か、その権限を失ってもなお、久保と共に彼に付き従っていたが、終盤バルキテリウムに踏まれず生き延びたがその後の生死は不明。

### 犠牲者
主要人物に大きな影響を与えて死んでしまった人物。
土屋 勝（つちや まさる）
大日航空の機長。アキラ達が島で初めて見た死者。
ベテランパイロットとして急なアクシデントにも動じず対処する人格者であったが、不時着後2日目の夜、無線が故障しているのに「無線が通じた」「日本に帰れる」と嘘をついた（理由は不明）ことが乗客にばれ、口論中に錯乱した幸平に刺殺されてしまう。また、それに先んじて正剛と会話した際には「（山中での胴体着陸について）私の腕はない」、「急がないと帰れなくなるかもしれない」と意味深な発言をしている。
島の全景を見た数少ない人物でもあるが、不時着前後に何を見たのかは本人の死によって謎となってしまった。
同乗していた副機長は生死不明。
十和（とわ）
大日航空のCA。夏奈子の学生時代の先輩。氏名不詳だがイニシャルは「A.T.」。
陽気な性格。高校時代からの仲である夏奈子にとってはCAを目指すきっかけになった尊敬する先輩であり、初恋の人（女子高の影響）でもある。世話好きでもあり、学校や飛行機内では夏奈子を、島内でのグループ行動では偽ミイナの世話を見ていた。
遭難時は問題なく行動していたが、後に美貌が災いして水浴び中に狩野たち大勢の男によって洞窟に連れ込まれ輪姦されそうになり、抵抗した際に誤って狩野に絞殺される。その遺体をアキラが発見したことから、血みどろの紛争が巻き起こる。終結後に遺体は埋葬され、夏奈子は形見のスカーフを肌身離さないようにリボンにしている。
左治 一馬（さじ かずま）
【誕生日：7月31日 星座：獅子座 身長：170cm 体重：62kg 血液型：O】
3年3組。通称「ザジ」。色黒な不良で、喫煙者。粗野で口より先に手が出る性格だが、喧嘩はあまり強くない。島を脱出するためにイカダ作りを進めていたが、周囲に対して威圧的に振る舞ったことや、吉本らの裏切りと死で計画は完全に挫折し、その後はアキラ達と共に行動する。それに伴い、三枚目キャラクターとしてのイメージがグループのメンバーに定着した。吉本たちに裏切られた後は自分を気遣ってくれた夏奈子に惚れており、真剣な想いを打ち明けるが、断られてしまう。しかし、その際に自分のために泣いてくれたことに感動し、後に夏奈子がギガントピテクスに浚われた際には彼女を救うため、囮の役を買って出る。それが原因で背中に致命傷を負い、引目を許したアキラに後を託し、皆に気づかれないよう崖から身を投げた。その後も回想で度々登場しており、最終回や単行本最終巻（第21巻）の巻末にも登場した。
白いランニングシャツ1枚だけを着て、頭にタオルを巻いている。シャツは最初は何も書かれていなかったが、途中から「反省」の2文字が大きく書かれていた（さらに、アキラが過労で倒れて寝て見た夢では「板前」と書かれていた）。
宮内真夜とは小学校時代および彼女の空手道場からの幼馴染だが、頭が上がらない。家族関係は、父親からは空気のように扱われ、母親は他の男を作って蒸発しており、父親が再婚した相手の義母からは「私の夫を裏切った女の息子」として疎まれ、暴行を受け続けていたという複雑な家庭環境で育ったため、義母に恐怖を、こんな目に合わせた父親に憎悪を抱いている（ただし、義母の連れ子である義姉だけには心を開いており、彼女の大学の女友達と関係を持ったとザジが明言している。真夜からも「（家庭は相変わらず冷え切っているが）中学に入ってからはだいぶ明るくなった」と発言されている）。なお、家族は祖父母もいる。
物語終盤近くの空港ではザジの父親と特定される人物が登場しており、心配している描写がある。
アキラが過労で倒れて見た夢（回想）によると、小学生たちからはとても慕われている一面もあった。
作者の後の連載作品『DEATHTOPIA』にて、大学生で主人公の友人という設定で登場している。
林西 トオル（りんざい トオル）
【誕生日：10月29日 星座：さそり座 年齢：20歳 身長：175cm 体重：65kg 血液型：A】
城南大学に通う大学3年生。恋人のコトミに嫌われないよう、怪我を隠すために顔を包帯で覆った不気味な姿をしていた。コトミの死後、レイの激励に応えて包帯を外し、素顔で皆と接するようになる。その素顔は傷跡すら似合うイケメン。登山が趣味の叔父の影響で、山の知識が豊富。能力や体格的に頼もしい人物とも言えるが、謙虚でもあるために自己評価は低い。レイにロリコン疑惑を持たれているが、本人は気付いていない。実際に女子には優しいが、下心からか単に誠実かは不明。しかし、会社役員の五十嵐に媚を売るという、結構したたかな一面も持っている。
最後の塔を探索した際にレイを庇って瓦礫の下敷きとなり、死亡する（死亡の直接描写は無く、即死こそまぬがれたものの自分はもう助からないことを悟り、アキラ達を自分に構わせず先へ行かせている）。アキラのグループにとっては、最後の犠牲者となった。
作者の後の連載作品『DEATHTOPIA』にて、異能を持つ敵側の人物という設定で登場している。
なお、作者のTwitterによれば、名前はAV監督の村西とおるが元ネタだという。
小野（おの）、御子柴（みこしば）、伊藤（いとう）
アキラたちの同級である不良三人組。矢頼・繰栖とともにアキラたちと合流するが、矢頼を傘に立てて好き勝手やっていた。しかし、そのことが仇となってアキラたちより先に「毒の実」を食したことで周囲同様に目が赤くなる症状が先に進行し、アキラたちが薬草を取り、洞窟に戻ったところで眼球から出血して死亡してしまい、手遅れとなった。
長塚（ながつか）
横浜明協学園3年1組。スポーツ刈りが特徴。「魔の山」で複雑骨折と多量出血の瀕死状態でアキラたちに発見される。その時は辛うじて虫の息で生きており、登山の途中で「事故死したはずの松木が生き返って自分たちを襲った」ことをアキラたちに伝え、「ここは魔の山」と表現して泣きながら事切れた。
松木 則明（まつき のりあき）
鳴海姉弟のクラスメイト。眼鏡をかけた雀斑と癖毛が特徴。鳴海姉弟いわく、「いつも人の後ついて回る気の弱いヤツ」であり、回想で使い走りをしているような描写もあった。「魔の山」で長塚たちと登山している最中で落石に遭い、頭部を潰されて死亡。死体はアキラたちの前に落下し、顔も潰されているためアキラたちは身元が分からなかったが、「魔の山」登山中に生徒手帳を拾い、死体が松木であることを認識した。その後、長塚たちは松木が生き返って自分たちを襲う幻を見て自分たちも落下し重傷を負うことになった。

### 関係者
島外にいる、もしくはいると思われる人物。
仙石 優奈（せんごく ゆな）
仙石アキラの母親。
母子家庭であり、夫（アキラの父親）はアキラが生まれて間もなく病死している。優しさと厳しさを持った良き母親で、料理は上手で、アキラに手の込んだ弁当をいつも渡している。アキラは母親に対し、普段は「おふくろ」と呼び、時には「ババア」と罵り疎ましく思うこともあるが、思春期特有の反抗期のようなもので、グアム土産を買うなど仲が悪いわけではなく、むしろ良い方である。アキラの幼馴染のりおんとも親しく、アキラの嫁になっても良いとさえ思っている。ミステリー好きで、その影響はりおんにも及んでいる。島の正体に関わる重要人物。
実はアキラたちが乗った飛行機の突然消失により、搭乗者が死亡扱いされて同じ被害に遭った保護者の石動寿美の同志であり、彼の死に際に遺言どおりに島・ライカ島（ローマ字表記は「RAIKA」で、息子・アキラの意味を示唆するアナグラム。りおんが言及）の建設を着々と進めていた。しかし、自身の寿命では島の完成には間に合わなかったため、養子・フレイを引き取る。今わの際にアキラたちが島で活躍する夢を見て、フレイに寿美の遺言と、自身の全てを託して事切れた。
仙石 フレイ
優奈の養子で、アキラの義妹に当たる人物。ショートヘアの美女。義母の死に際に彼女の遺言と意思を引き受け、涙ながらに死を看取り、義兄にあたるアキラへ祈りを捧げた。
石動 寿美（いするぎ よしみ）
世界有数の巨大企業グループ・石動財閥総帥。
金融を始めIT、医療、軍需まで多分野産業に関わる石動財閥を一代で築き上げた立志伝中の人物で、ミイナ（本物）の祖父。ミイナにワガママ放題の生活をさせたり、自分の側から片時も離したくないために学校に通わせず一流の家庭教師による英才教育を施すなど、孫に対する溺愛ぶりは外部にも有名である。五十嵐英夫は、その育て方には他にも理由があるらしいとも語っている。
実はライカ島の考案者で、孫娘の墓を作ることも兼ねて計画を進めていた。しかし、自身の寿命により完成を見ることはできなかったため、優奈に自身の意思と遺言を託して事切れた。
兵藤（ひょうどう）
石動寿美の秘書。眼鏡をかけた男性。寿美の遺言に従い、優奈の秘書となり、彼女のサポートに徹する。

## 書誌情報
- 山田恵庸 『エデンの檻』 講談社〈講談社コミックス〉、全21巻

絶滅動物の解説や、主要登場人物のプロフィールを掲載している他、本編にもシーンなどの加筆、修正が行われている。
| 巻数 | 巻数 | 初版発行・発売日 | ISBN                   | 表紙 |
| ---- | ---- | ---------------- | ---------------------- | --- |
| 1    | 1    | 2009年2月17日    | ISBN 978-4-06-384106-0 | 仙石アキラ、赤神りおん |
| 2    | 2    | 2009年4月17日    | ISBN 978-4-06-384131-2 | 赤神りおん、大森夏奈子 |
| 3    | 3    | 2009年7月17日    | ISBN 978-4-06-384166-4 | 仙石アキラ、矢頼光一 |
| 4    | 4    | 2009年9月17日    | ISBN 978-4-06-384190-9 | 仙石アキラ、石動ミイナ（偽物）、狩野信造（及びその仲間）                                                                         |
| 5    | 5    | 2009年12月17日   | ISBN 978-4-06-384226-5 | 仙石アキラ、赤神りおん、有田幸平                                                                                                 |
| 6    | 6    | 2010年2月17日    | ISBN 978-4-06-384253-1 | 仙石アキラ、大黒レイ、河名コトミ                                                                                                 |
| 7    | 7    | 2010年5月17日    | ISBN 978-4-06-384302-6 | 真理谷四郎、宮内真夜 |
| 8    | 8    | 2010年7月16日    | ISBN 978-4-06-384333-0 | 矢頼光一、操栖モトコ |
| 9    | 9    | 2010年9月17日    | ISBN 978-4-06-384365-1 | 赤神りおん、大森夏奈子、佐久間雪、神楽真実                                                                                       |
| 10   | 10   | 2010年12月17日   | ISBN 978-4-06-384420-7 | 仙石アキラ、真理谷四郎、左治一馬（ザジ）                                                                                         |
| 11   | 11   | 2011年2月17日    | ISBN 978-4-06-384447-4 | 森田真（エイケン）、常磐あや、石動ミイナ（本物）、小見山正剛、五十嵐英夫                                                         |
| 12   | 12   | 2011年5月17日    | ISBN 978-4-06-384490-0 | 石動ミイナ（偽物&本物） |
| 13   | 13   | 2011年7月15日    | ISBN 978-4-06-384521-1 | 仙石アキラ、アキラグループ |
| 14   | 14   | 2011年10月17日   | ISBN 978-4-06-384568-6 | 赤神りおん、瀬川咲 |
| 15   | 15   | 2011年12月16日   | ISBN 978-4-06-384602-7 | 仙石アキラ、絶滅動物 |
| 16   | 16   | 2012年3月16日    | ISBN 978-4-06-384645-4 | 仙石アキラ、大森夏奈子、矢頼光一、操栖モトコ、神楽真実、錦織隆                                                                   |
| 17   | 17   | 2012年5月17日    | ISBN 978-4-06-384674-4 | 赤神りおん、大森夏奈子 |
| 18   | 18   | 2012年8月17日    | ISBN 978-4-06-384721-5 | 仙石アキラ、真理谷四郎、矢頼光一、 山口崇、鈴木綾一、森田真（エイケン）、九重右弦                                                |
| 19   | 19   | 2012年10月17日   | ISBN 978-4-06-384751-2 | 赤神りおん、佐久間雪、宮内真夜、常磐あや                                                                                         |
| 20   | 20   | 2012年12月17日   | ISBN 978-4-06-384784-0 | 仙石アキラ、赤神りおん、真理谷四郎、 常磐あや、森田真（エイケン）、大黒レイ                                                      |
| 21   | 21   | 2013年2月15日    | ISBN 978-4-06-384823-6 | 仙石アキラ、赤神りおん、真理谷四郎、大森夏奈子、 矢頼光一、操栖モトコ、石動ミイナ（偽者）、佐久間雪、 山口崇、鈴木綾一、桐野桃香 |